# ファク・ファク県
ファク・ファク県（ファク・ファクけん、インドネシア語: Kabupaten Fakfak）はインドネシア西パプア州の県。県都はファク・ファク。
座標: 南緯2度55分00秒 東経132度18分00秒 / 南緯2.9167度 東経132.3000度